# ウーマン・イン・ブラック 亡霊の館
『ウーマン・イン・ブラック 亡霊の館』（ - ぼうれいのやかた、The Woman in Black）は、2012年のイギリスのホラー・スリラー映画。スーザン・ヒルの小説『黒衣の女 ある亡霊の物語』を原作とし、ジェームズ・ワトキンスが監督、ジェーン・ゴールドマンが脚本を執筆、製作はハマー・フィルム・プロダクションである。出演はダニエル・ラドクリフ、キアラン・ハインズ、ジャネット・マクティア、ソフィー・スタッキー、リズ・ホワイトらである。北米では2012年2月3日、イギリスでは2012年2月10日に公開された。

## ストーリー
19世紀末のロンドンに暮らす若き弁護士アーサー・キップスは、4年前に愛妻ステラを亡くして以来、失意のどん底に沈んでいた。
そんなある日、事務所の所長から新たな仕事を命じられた彼は、ひとり息子ジョセフをロンドンに残し、
田舎町クライシン・ギフォードへの出張に旅立つ。
列車を乗り継いで現地に着いたアーサーに課せられたのは、
最近他界したアリス・ドラブロウ夫人の“イールマーシュの館"に赴き、彼女の遺言書を見つけ出すこと。
ところが沼地の島にぽつんとそびえ立つ館にはただならぬ陰鬱なムードが漂い、謎めいた“黒衣の女"が森や窓辺に出没する。
やがてこの館の忌まわしい過去と、町の大勢の子供たちが相次いで変死している事実を探りあてたアーサーは、
自らも恐るべき呪いの連鎖に巻き込まれていくのだった……

## キャスト
| 役名                   | 俳優                   | 日本語吹替 |
| ---------------------- | ---------------------- | ---------- |
| アーサー・キップス     | ダニエル・ラドクリフ   | 小野賢章   |
| サム・デイリー         | キアラン・ハインズ     | 菅生隆之   |
| エリザベート・デイリー | ジャネット・マクティア | 宮寺智子   |
| ジェネット・ハムフュ   | リズ・ホワイト         | 山像かおり |
| ミスター・ベントレー   | ロジャー・アラム       | 町田政則   |
| ジェローム             | ティム・マクマラン     | 田原正治   |
| ジョセフのナニー       | ジェシカ・レイン       |            |
| ケックウィック         | ダニエル・セルクェイラ |            |
| フィッシャー           | ショーン・ドゥーリー   |            |
| ミセス・フィッシャー   | メアリー・ストックリー |            |
| PC・コリンズ           | デビッド・バーク       |            |
| ステラ・キップス       | ソフィー・スタッキー   |            |
| ルーシー・ジェローム   | ミーシャ・ハンドレイ   |            |
| ジョセフ・キップス     | イーファ・ドハーティ   |            |
| ジェラルド・ハーディ   | ヴィクター・マクガイア |            |

- その他日本語吹き替え

菊池こころ、中西としはる、宮下典子、宮崎智栄子、真壁かずみ、武田幸史

## 製作

### 企画
2009年にジェーン・ゴールドマンが脚本を書く事が発表され、さらに後にジェームズ・ワトキンスが監督に決まった。2010年7月19日、ダニエル・ラドクリフがアーサー・キップスを演じることが発表された。その2ヶ月後、『ハリー・ポッター』でラドクリフと共演したキアラン・ハインズがジャネット・マクティアと共にデイリー夫妻を演じることが発表された。撮影前にラドクリフは心理学者と会ったことにより、キャラクターを理解することができた。ジョセフ・キップスは、ラドクリフの名付け子であるジョセフ・ハンドレーが演じた。

### 撮影
当初3Dでの撮影が計画されていたが、後に中止された。主要撮影は2010年9月26日に開始された。翌日、ラドクリフはイングランドのピーターバラで衣装を纒った。10月上旬には レイヤー・マーニー・タワーで撮影が行われた。2010年12月4日に撮影が完了した。

### ポストプロダクション
2011年4月のロンドンのKapow!コミック・コンにて、ジェームズ・ワトキンス監督は、2010年12月に撮影が完了しており、2011年6月までポストプロダクションを行うことを明かした。

### 音楽
サウンドトラックはアメリカ合衆国の作曲家であるマルコ・ベルトラミが作曲した。2012年3月12日にシルヴァ・スクリーン・レコーズより発売された。
| 全作曲: マルコ・ベルトラミ。 |                                  |       |                    |      |
| #                            | タイトル                         | 作詞  | 作曲・編曲         | 時間 |
| 1.                           | 「Tea for Three Plus One」       |       | マルコ・ベルトラミ | 1:40 |
| 2.                           | 「The Woman in Black」           |       | マルコ・ベルトラミ | 1:56 |
| 3.                           | 「Crossing the Causeway」        |       | マルコ・ベルトラミ | 2:24 |
| 4.                           | 「Bills Past Due」               |       | マルコ・ベルトラミ | 1:22 |
| 5.                           | 「Voices in the Mist」           |       | マルコ・ベルトラミ | 2:00 |
| 6.                           | 「Journey North」                |       | マルコ・ベルトラミ | 2:56 |
| 7.                           | 「Cellar Eye」                   |       | マルコ・ベルトラミ | 2:49 |
| 8.                           | 「First Death」                  |       | マルコ・ベルトラミ | 2:00 |
| 9.                           | 「The Attic Room」               |       | マルコ・ベルトラミ | 1:56 |
| 10.                          | 「The Door Opens」               |       | マルコ・ベルトラミ | 1:46 |
| 11.                          | 「Fireside」                     |       | マルコ・ベルトラミ | 2:30 |
| 12.                          | 「You Could Have Saved Him」     |       | マルコ・ベルトラミ | 2:58 |
| 13.                          | 「Crazy Writing」                |       | マルコ・ベルトラミ | 2:16 |
| 14.                          | 「In the Graveyard」             |       | マルコ・ベルトラミ | 2:56 |
| 15.                          | 「Elisabeth's Vision」           |       | マルコ・ベルトラミ | 3:40 |
| 16.                          | 「Into the Fire」                |       | マルコ・ベルトラミ | 3:57 |
| 17.                          | 「Jennet's Letters」             |       | マルコ・ベルトラミ | 2:12 |
| 18.                          | 「Race to the Marsh」            |       | マルコ・ベルトラミ | 2:11 |
| 19.                          | 「Rising From the Mud」          |       | マルコ・ベルトラミ | 3:13 |
| 20.                          | 「Summoning the Woman in Black」 |       | マルコ・ベルトラミ | 4:27 |
| 21.                          | 「Reunion」                      |       | マルコ・ベルトラミ | 1:42 |
| 22.                          | 「Arthur's Theme」               |       | マルコ・ベルトラミ | 2:46 |
| 合計時間:                    | 合計時間:                        | 55:24 |                    |      |

## 評価

### 批評家の反応
Rotten Tomatoesでは171件のレビュー中、支持率は65%となった。Metacriticでは39件のレビューで62/100となった。

## ホーム・メディア
イギリスでは2012年6月18日にDVDBlu-ray Discが発売された。アメリカ合衆国では5月22日に発売された。